# Миндрешть (Галац)
Миндрешть, Миндрешті (рум. Mândrești) — село у повіті Галац в Румунії. Входить до складу комуни Валя-Мерулуй.
Село розташоване на відстані 203 км на північний схід від Бухареста, 56 км на північний захід від Галаца, 142 км на південь від Ясс.

## Населення
За даними перепису населення 2002 року у селі проживали 1079 осіб, усі — румуни. Усі жителі села рідною мовою назвали румунську.